# Ивановский сельский совет (Барвенковский район)
Ивановский сельский совет — входит в состав Барвенковского района Харьковской области Украины.
Административный центр сельского совета находится в селе Ивановка.

## История
- 1932 — дата образования.

## Населённые пункты совета
- село Ивановка
- село Великая Андреевка
- село Высокое
- село Семиланное
- село Ставковая Балка
- село Червоная Поляна
- село Червоное